# خدیجه شندیل
خدیجه شندیل (به ترکی استانبولی: Hatice Şendil) بازیگر ترکیه‌ای، متولد ۲ اوت ۱۹۸۳ ، استانبول است. وی به نام دیلا، در مجموعه تلویزیونی دیلا خانم شناخته می‌شود.

## فیلم‌شناسی
| سال     | عنوان                   | نقش                               |             |
|         | سپتامبر (فیلم)          | عزیزه                             |             |
|         | وسبحان اله              | گل پری                            |             |
|         | خانواده بزرگ            | سلاله                             |             |
|         | رز وحشی                 | لاچین                             |             |
|         | دو خارجی                | زینو                              |             |
|         | وادی گرگها              | ابرو دورو                         |             |
|         | کوههای سیاه             | گل حیات                           |             |
| ۲۰۱۲    | دیلا خانم               | دیلا                              |             |
| ۲۰۱۴-۱۶ | روزیکه سرنوشتم نوشته شد | الیف 2020 امپراطوری بزرگ سلجوقیان | ترکان خاتون |